# Ogród Romeo Romano
Ogród Romeo Romano (ang. Romeo Romano Garden) – ogród położony w Santa Venera na Malcie.

## Historia i położenie
Ogród znajduje się na tyłach Pałacu Manoela, znanego również jako Casa Leoni lub Casa Leone. Założony razem z budową pałacu w roku 1730, jako część letniej rezydencji Wielkiego Mistrza Antonio Manoel de Vilhena. Projekt ogrodu przypisywany jest Francois de Montdion. W roku 1977 został udostępniony szerszej publiczności i wtedy też otrzymał swoją nazwę. 

W roku 2002 ogród (a zwłaszcza jego najstarsza część) został odnowiony. Podczas prac odkryty został starożytny zbiornik, który stał się atrakcją. 

W jednym z narożników ogrodu znajduje się dobrze utrzymany stary młyn wodny, w innej części ogrodu - mała wystawa narzędzi stosowanych w rolnictwie. W innym miejscu jest mały farmhouse, dostępny dla zwiedzających.

Ogród wraz z pałacem wpisane są na National Inventory of the Cultural Property of the Maltese Islands pod nr 01226.